# 特德·贝斯特
特德·贝斯特（英語：Ted Best，1917年9月11日—1992年），澳大利亚男子田径运动员，主攻短跑。他曾代表澳大利亚参加1938年大英帝国运动会田径比赛，获得三枚铜牌。